# Gynoplistia (Gynoplistia) monozostera
Gynoplistia (Gynoplistia) monozostera is een tweevleugelige uit de familie steltmuggen (Limoniidae). De soort komt voor in het Australaziatisch gebied.